# Krieg und Kunst
Krieg und Kunst war eine im Ersten Weltkrieg erschienene Zeitschrift, die laut ihrem Untertitel „Original-Steinzeichnungen der Berliner Sezession“ wiedergab. Von 1915 bis 1918 erschien das Blatt im Verlag Julius Bard in Berlin, bevor es nach 32 Folgen eingestellt wurde.
Die Erstausgabe in den Maßen 41 × 33,7 cm erschien mit einem von Willy Jaeckel illustrierten Einbanddeckel, den Text verfasste Lovis Corinth.